# Krnić
Krnić (en serbe cyrillique : Крнић) est un village de Serbie situé dans la municipalité de Vladimirci, district de Mačva. Au recensement de 2011, il comptait 493 habitants.

## Démographie

### Évolution historique de la population
| 1948 | 1953 | 1961 | 1971 | 1981 | 1991 | 2002 | 2011 |
| ---- | ---- | ---- | ---- | ---- | ---- | ---- | ---- |
| 955  | 988  | 969  | 908  | 903  | 860  | 600  | 493  |

|  |